# Tweede Kamerverkiezingen 2023/Kandidatenlijst/50PLUS
Dit is de kandidatenlijst voor de Tweede Kamerverkiezingen van 2023 van 50PLUS zoals die op 13 oktober 2023 is vastgesteld door de Kiesraad.

## De lijst
- schuin: voorkeurdrempel overschreden

1. Gerard van Hooft, Oudheusden - 31.254 stemmen
2. Marc van Rooij, Almere - 1.868
3. Janfrans Brouwers, Son en Breugel - 1.100
4. Mieke Hoek, Vreeland - 7.831
5. Ruud van Acquoij, Eindhoven - 710
6. Adriana Hernández Martínez, 's-Hertogenbosch - 2.351
7. Jan Fonhof, Smilde - 460
8. Henk van Tilborg, Tilburg - 629
9. Joop van Orsouw, Oss - 280
10. Sander Faassen, Heemstede - 467
11. Johan Hessing, Axel - 294
12. Jörg Jablonski, Almere - 121
13. Hans Bongers, Heesch - 212
14. Ad Franse, Gendt - 245
15. John van Loon, Baarn - 325
16. Frank de Kruif, Almere - 124
17. Janwillem van Es, Amsterdam - 553
18. Robert Biever, De Meern - 163
19. Klaas Hamersma, Hoogezand - 395
20. Martin Hornis, Emmen - 316
21. Jan van Aert, Helmond - 180
22. Frans Vriens, Udenhout - 131
23. John Voets, Bergen op Zoom - 342
24. Jan Hendriks, Helmond - 692

2012 · 2017 · 2021 · 2023
VVD · D66 · GroenLinks-PvdA · PVV · CDA · SP · Forum voor Democratie · Partij voor de Dieren · ChristenUnie · Volt · JA21 · SGP · DENK · 50PLUS · BBB · BIJ1 · Piratenpartij - De Groenen · BVNL / Groep Van Haga · Nieuw Sociaal Contract · Splinter · Libertaire Partij · LEF - Voor de Nieuwe Generatie · Samen voor Nederland · Nederland met een PLAN · PartijvdSport · Politieke Partij voor Basisinkomen